# Zwitserse Partij van de Arbeid
De Zwitserse Partij van de Arbeid (Duits: Partei der Arbeit der Schweiz, Frans: Parti Suisse du Travail - Parti Ouvrier et Populaire, Italiaans: Partito Svizzero del Lavoro, Reto-Romaans: Partida Svizra da la Lavur) is een Zwitserse, socialistische partij. In de kantons Jura, Neuchâtel en Vaud draagt de partij de naam Parti Ouvrier et Populaire (POP, Arbeiders en Volkspartij).

## Geschiedenis
De geschiedenis van de PdA gaat terug tot de Eerste Wereldoorlog. Tijdens de Eerste Wereldoorlog was Zwitserland en werden er door de linkervleugel van de Sociaaldemocratische Partij van Zwitserland (SP) internationale socialistische conferenties gehouden (onder andere de Zimmerwaldconferentie in 1915). De rechter- en centrumvleugels van de SP waren niet betrokken bij de organisatie van de conferenties. Na de Oktoberrevolutie in 1917 in Rusland maakte indruk op uiterst linkse socialisten en in oktober 1918 scheidden zij zich van de SP af en vormden een eerste Communistische Partij (de zogenaamde "oude communisten"). Deze kleine partij trok echter maar weinig mensen aan. Toen de SP in 1921 besloot niet toe te treden tot de Derde Internationale (Communistische Internationale), stapte de uiterst linksen op 6 maart 1921 uit de Communistische Partij van Zwitserland, die zich direct bij de Derde Internationale aansloot. De leden van de nieuwe KPS bestonden vooral uit ondertekenaars van het Zimmerwaldmanifest (het slotakkoord van de Zimmerwaldconferentie). Bij de verkiezingen van 29 oktober 1922 deed de KPS voor het eerst mee en kreeg 1,8% van de stemmen, goed voor 2 zetels. In 1930 scheidde een groep zich van de KPS af en vormde de Kommunistische Partei/ Opposition (Communistische Partij/ Oppositie). De KPO werd bij de kantonale verkiezingen groter dan de KPS.
In 1937 werd de KPS in de kantons Neuchâtel en Genève verboden. De communisten in die kantons reorganiseerden zich in 1939 als de Féderation Socialiste Suisse (Socialistische Federatie van Zwitserland). In 1939 werd het federale partijblad Freiheit verboden en bij de verkiezingen van dat jaar behaalde de KPS 2,6% van de stemmen, goed voor vier zetels, het grootste zetelaantal dat de KPS in haar bestaansgeschiedenis behaalde. Op 26 november 1940 werd de KPS - met gedeeltelijke steun van de SP -, met het Nationaal Front, verboden. Op 27 mei 1941 werd de FSS verboden en moesten de vertegenwoordigers van die partij hun zetels in de Nationale Raad opgeven.

### Oprichting PdA
Op 21 mei 1944 werd door oud-leden van de KPS de Zwitserse Partij van de Arbeid (PdA) opgericht in Bazel. Van 14 tot 15 oktober 1944 vond de Eerste Partijdag (congres) van de PdA gehouden in Zürich. Léon Nicole werd tot voorzitter van de PdA gekozen en Karl Hofmaier tot secretaris-generaal. Op 27 juli 1945 werd Karl Hofmaier na een financieel schandaal van zijn functie ontheven. Van 6 tot 7 1945 werd de Tweede Partijdag gehouden. De partij telde toen 20.000 leden. Van 30 november tot 1 december 1945 vond de Derde Partijdag plaats.
Bij de verkiezingen van 1947 behaalde de PdA 5,1% van de stemmen, goed voor 7 zetels in de Nationale Raad. Bij de Vierde Partijdag, die van 4 tot 6 juli 1949, werd Edgar Woog tot secretaris-generaal van de PdA gekozen. In deze jaren na de Tweede Wereldoorlog volgde de PdA een traditioneel communistische koers. In 1950 verzamelde de PdA 260.000 handtekeningen gericht tegen de internationale kernwapenwedloop (dit het verlengde van de "Oproep van Stockholm"). Een blijk van Moskou-getrouwheid was de uitsluiting van partijlid Otto Brunner die pro-Joegoslavisch bleek te zijn. Bij de Vijfde Partijdag in Genève die van 31 mei tot 2 juni 1952 plaatsvond, besloot het Centraal Comité van de partij dat Léon Nicole uit de PdA werd gestoten. Hij was eerder al gedegradeerd van partijvoorzitter tot directeur van het partijblad Voix ouvrière ("Stem van de Arbeiders"). Na 1956 vond er echter een destalinisatie van de PdA plaats en werden Stalinisten uit de partij gezet. Later vond ook distantiëring ten opzichte van Moskou (Sovjet-Unie) plaats. Zo werd op de Zevende Partijdag, die van 16 tot 18 mei 1959 duurde, besloten dat de partij zou kiezen voor een "eigen weg naar het socialisme." In de jaren hierna ontdeed de partij zich van haar Moskou-getrouwe communisme en werd de PdA een links socialistische partij. Sinds de jaren 60 protesteerde de partij tegen kernwapens in Zwitserland en ontstonden er diverse denkrichtingen binnen de partij. In 1968, tijdens de Negende Partijdag, werd Woog als secretaris-generaal vervangen. In 1969 werd een deel van de jeugdbeweging (Junge Sektion) uit de partij gezet en vonden er afsplitsingen plaats. Zo werden de Progressive Organisationen der Schweiz (POCH), de Revolutionären Marxistischen Liga (RML) en de Partito Socialista Autonomo (PSA) opgericht. Met de invoering van het vrouwenkiesrecht op federaal niveau (1971) werd Nelly Wicki als eerste vrouw voor de PdA in de Nationale Raad gekozen.
Vanaf het einde van de jaren 70 zochten ecologisch denkende Zwitsers zich aan bij de PdA. Vanaf dat moment kan men de partij als volgt zien: een linkse, socialistische, ecologische en democratische partij. In 1990 werd het belang van het marxisme voor de partij afgeschaft en in 1991, tijdens de Vijftiende Partijdag, werd een nieuw partijprogramma ("Beweging voor het Socialisme") aangenomen. Een totale herziening van de statuten stuitte echter op weerstand in Romandië (Franstalig Zwitserland). Aan het einde van de 20e eeuw en aan het begin van de 21e eeuw was de PdA vooral bezig met het redden van de verzorgingsstaat.
Bij de verkiezingen van 19 oktober 2003 behaalde de PdA 0,7% van de stemmen, goed voor twee zetels. Voor de parlementsverkiezingen van 21 oktober 2007 ging de PdA een lijstverbinding aan met de marxistisch-leninistische SolidaritéS, maar deze lijstverbinding verbeterde de positie van de ultralinkse partij in de Nationale Raad niet. De PdA behield echter haar ene zetel, maar verloor deze bij de parlementsverkiezingen van 2011. In 2015 wist de PdA die ene zetel met 0,6% van de stemmen weer terug te veroveren.
De aanhang van de partij zit tegenwoordig voornamelijk in het armere deel van de Zwitserse Jura in kanton Neuchâtel tegen de Franse grens aan.

## Ideologie
De PdA is een zeer linkse socialistische partij. Zij is gericht op de behoud van de natuur, tegen genetische manipulatie en voor handhaving van de verzorgingsstaat. De partij is voor de gelijkheid van man en vrouw en afschaffing van het kapitalistisch stelsel. Daarnaast is de partij tegen het imperialisme. Samenwerking met andere linkse partijen (onder andere met kleine socialistische partijen en de Sociaaldemocratische Partij van Zwitserland) wordt nagestreefd.
Marxisme is niet meer de leidende ideologie van de PdA, maar het marxisme is nog wel een inspiratiebron.
De PdA onderhoudt nauwe contacten met de (internationale) vredesbeweging.

## Fractie
Met haar ene zetel in de Nationale Raad is het de PdA niet toegestaan een eigen fractie te vormen (het minimumaantal zetels is vijf) en maakt daarom deel uit van de Groene Fractie in de Bondsvergadering.
| Groene Fractie in de Bondsvergadering |                                                            |
| Fractievoorzitter:                    | Balthasar Glättli                                          |
| Partijen:                             | Groene Partij (11/1), Zwitserse Partij van de Arbeid (1/0) |
| Zetels:                               | 13 (Nationale Raad: 12; Kantonsraad: 1)                    |

## VerkiezingsuitslagenNationale Raad1987-heden
| Zetelverdeling PdA 1987-2019 Nationale Raad |        |      |         |
| Jaar                                        | Zetels | %    | +/-     |
| 1987                                        | 1      | 0,80 | 0       |
| 1991                                        | 2      | 0,80 | 1       |
| 1995                                        | 3      | 1,20 | 1       |
| 1999                                        | 2      | 1,00 | 1       |
| 2003                                        | 2      | 0,70 | 0       |
| 2007                                        | 1      | 0,70 | 1       |
| 2011                                        | 0      | 0,50 | 1       |
| 2015                                        | 1      | 0,40 | 1       |
| 2019                                        | 1      | 0,50 | Stabiel |